# Fabio Rakotoarimanana
Pour les articles homonymes, voir Rakotoarimanana.
Fabio Rakotoarimanana, né le 24 juillet 2003, est un pongiste franco-malgache.

## Carrière
Fabio Rakotoarimanana est sacré champion d'Afrique en double hommes avec Antoine Razafinarivo en 2023 à Radès puis médaillé de bronze en double mixte avec Hanitra Karen Raharimanana aux Jeux africains de 2023 à Accra. Il est aussi avec Raharimanana sacré champion d'Afrique de l'Est de double mixte à Kampala en 2024.
Il est nommé porte-drapeau de la délégation de Madagascar aux Jeux olympiques d'été de 2024 à Paris en compagnie de l'haltérophile Rosina Randafiarison.